# Садовническая набережная
Садо́вническая на́бережная — набережная по левому (северному) берегу Водоотводного канала в районе Замоскворечье Центрального административного округа города Москвы. Лежит между Чугунным мостом (Улица Балчуг) и Малым Краснохолмским мостом (Садовое кольцо). Нумерация домов ведётся от Чугунного моста. Помимо упомянутых мостов, набережную соединяет с южным берегом канала Комиссариатский мост и пешеходные Садовнический мост и Зверев мост. До 1922 участок от Садовнического переулка до Садового кольца назывался Осиповской набережной, а часть от Балчуга до Садовнического переулка называлась Кулаковской набережной. Соединена с Садовнической улицей Комиссариатским и Садовническим переулками.

## Происхождение названия
От дворцовой слободы Нижние Садовники, располагавшейся к востоку от улицы Балчуг.

## Примечательные здания и сооружения
Устьинский проезд и Комиссариатский мост разделяют набережную на две самостоятельные части. Западная (от Балчуга до Комиссариатского моста) — полностью нежилая. Восточная — смесь остатков исторической жилой застройки, военные учреждения в постройках XIX века и офисы на месте бывшего Краснохолмского камвольного комбината. Присутствие военных в этой части острова, вероятно, сдерживает натиск современного строительства.
Несмотря на то, что Садовническая набережная находится на территории охранной зоны, любая градостроительная деятельность в пределах которой подлежит строгому регулированию, в начале XXI века набережная стала привлекательным объектом для девелоперов: несмотря на протесты общественности, многие исторические здания здесь были снесены или перестроены под офисы.

### По чётной стороне
Находится Водоотводный канал.

### По нечётной стороне
- Владение № 3—7 попало под реконструкцию компании «Интеко»: здесь планируется строительство элитного жилого комплекса Balchug Viewpoint на 116 апартаментов.
  - № 3 — усадебный дом с мезонином начала XIX века[уточнить] снесён весной 2007 года, тогда же был огорожен участок соседнего дома № 5.
  - № 5 — «реконструируемая» историческая застройка. Во дворе — Храм Георгия Победоносца в Ендове, подворье Спасо-Преображенского Соловецкого ставропигиального мужского монастыря.
- № 23 — штаб-квартира страховой компании «Энергогарант» (1999, проектировщик — архитектурно-проектное бюро «Исаде Инконт», архитектор — Владимир Трейвас)[1].
- № 35 — четырехэтажный жилой дом начала XX века.
- № 37 стр. 1,  памятник архитектуры — школьное здание (1933—1935, архитекторы И. А. Звездин, С. В. Семёнов)[2][3], памятник постконструктивистской архитектуры, единственное охраняемое здание на набережной. Реконструировано в 2000-х годах с воссозданием первоначальных интерьеров, фасада и сохранением школьной функции. Ныне — Средняя школа № 518.
- № 37—47 — двухэтажная застройка XIX века.
- № 55—57 — застройка XIX века, занятая военными частями Московского военного округа.
- № 71—73 (Садовническая улица, 80) — здесь находился исторический квартал, снесённый по решению московских властей в 2009 году. Дома XIX века были расселены и пустовали в течение ряда лет. Затем девелопер начал на участке несанкционированные строительные работы, в результате которых 17 июня 2009 года произошло обрушение части конструкций дома № 71, что повлекло за собой гибель троих рабочих. По итогам трагедии мэрия дала разрешение снести как этот дом (Дом Бахрушина), так и соседний с ним, построенный в стиле итальянского палаццо, с имитацией рустовки[4]. В июне 2019 года Алексей Навальный опубликовал расследование, в котором рассказал историю сноса этих домов и возведения на их месте зданий, непохожих на прежние, а также о том, что вместо очередников квартиры в зданиях т.н. «гнезда чиновников» на льготных условиях получили пропагандисты и руководители столичных ведомств, близкие к мэру Москвы Сергею Собянину[5][6].
- № 75—77 — На месте дома № 75 находилось здание Торгового дома «Волк и К» (1901 год, архитектор А. А. Милков), снесённое под строительство делового центра «Аврора Бизнес Парк».

- Садовнический переулок, № 73 (2005 год, в 2009 здание было снесено)
- Комиссариатский переулок
- № 3, дом с мезонином (2005 год, в 2007 здание было снесено)
- № 55, здания XIX века (хозяйство Московского военного округа)
- Современные офисы на месте бывшего Камвольного комбината (2005 год)

## Транспорт
- Станции метро «Павелецкая» (радиальная и кольцевая), Павелецкий вокзал, далее электробус 538 (по Садовнической улице).
- Станции метро «Новокузнецкая», «Третьяковская» (500 м), далее трамваи А, 3, 39, автобус н8 (по Садовническому проезду).